# S.H.E
S.H.E é uma girl group taiwanesa, cujos membros são Selina Jen, Hebe Tien, e Ella Chen. O nome do grupo é uma alfabetização derivado da primeira letra do nome de cada membro. Desde o lançamento do seu primeiro álbum, Girls Dorm (2001), o trio já gravou 11 álbuns, com vendas totalizando mais de 15 milhões de euros.

## Discografia

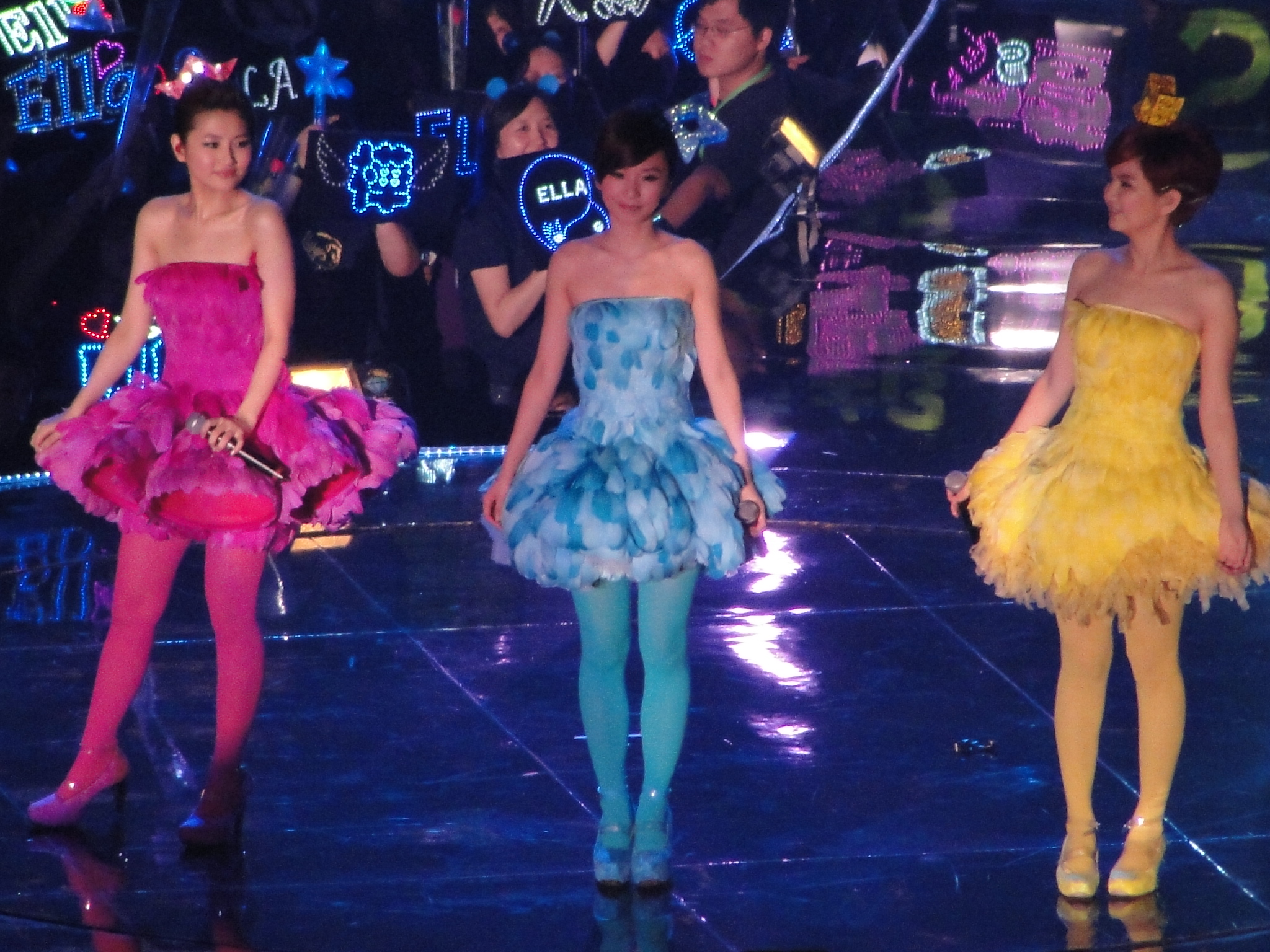
S.H.E em um concerto em Taipei (2010)

### Álbuns de estúdio
- Girls Dorm (2001)
- Youth Society (2002)
- Genesis (2002)
- Super Star (2003)
- Magical Journey (2004)
- Encore (2004)
- Once Upon a Time (2005)
- Play (2007)
- FM S.H.E (2008)
- SHERO (2010)
- Blossomy (2012)

#### Álbuns digitais
- Map of Love (2009)

#### Álbuns ao vivo
- Fantasy Land Tour 2004 in Taipei (2005)
- Perfect 3 World Tour Live @ Hong Kong (2006)
- S.H.E is the One (2011)

### Coletâneas
- Together (2003)
- Forever (2006)